# Joe Wilson (bobbista)
Joseph Peter Wilson, detto Joe (Lake Placid, 22 maggio 1935 – Keene, 23 settembre 2019), è stato un bobbista statunitense.

## Biografia
Viene ricordato come vincitore di una medaglia d'argento nella sua disciplina, ottenuta ai campionati mondiali del 1965 (edizione tenutasi a St. Moritz, Svizzera) insieme ai suoi connazionali Fred Fortune, Richard Knuckles e James Lord.
Nell'edizione l'oro andò alla nazionale canadese.